# Rhynchostegiopsis cupressina
Rhynchostegiopsis cupressina là một loài Rêu trong họ Leucomiaceae. Loài này được (Besch.) Cardot mô tả khoa học đầu tiên năm 1911.